# Copa Interclubes Kagame 2007
La Copa Interclubes Kagame 2007 fue la 33.ª edición de este torneo de fútbol a nivel de clubes de África organizado por la CECAFA y que contó con la participación de 9 equipos representantes de África Central y África Oriental, 5 equipos menos que en la edición anterior.
El APR FC de Ruanda venció al URA SC de Uganda en la final disputada en Ruanda para ganar el título por segunda ocasión y frenar la racha de 2 títulos consecutivos que tenían los equipos de Uganda. El campeón de la edición anterior, el Police FC de Uganda fue eliminado en la fase de grupos.

## Fase de grupos

### Grupo A
| Young Africans SC | 4-0 | CDE               |
| APR FC            | 3-0 | Vital'O FC        |
| CDE               | 0-4 | Vital'O FC        |
| Young Africans SC | 2-2 | URA SC            |
| CDE               | 1-0 | URA SC            |
| APR FC            | 1-0 | Young Africans SC |
| Vital'O FC        | 0-3 | URA SC            |
| APR FC            | 3-1 | CDE               |
| Young Africans SC | 1-1 | Vital'O FC        |
| URA SC            | 3-0 | APR FC            |

| Club              | G | E | P | GF | GC | Pts |
| ----------------- | - | - | - | -- | -- | --- |
| APR FC            | 3 | 0 | 1 | 7  | 4  | 9   |
| URA SC            | 2 | 1 | 1 | 8  | 3  | 7   |
| Young Africans SC | 1 | 2 | 1 | 7  | 4  | 5   |
| Vital'O FC        | 1 | 1 | 2 | 5  | 7  | 4   |
| CDE               | 1 | 0 | 3 | 2  | 11 | 3   |

### Grupo B
| ATRACO FC       | 2-4 | Saint-George SA |
| Police FC       | 2-0 | Polisi Zanzíbar |
| ATRACO FC       | 1-0 | Police FC       |
| Polisi Zanzíbar | 1-3 | Saint-George SA |
| Saint-George SA | 4-0 | Police FC       |
| Polisi Zanzíbar | 0-1 | ATRACO FC       |

| Club            | G | E | P | GF | GC | Pts |
| --------------- | - | - | - | -- | -- | --- |
| Saint-George SA | 3 | 0 | 0 | 11 | 3  | 9   |
| ATRACO FC       | 2 | 0 | 1 | 4  | 4  | 6   |
| Police FC       | 1 | 0 | 2 | 2  | 5  | 3   |
| Polisi Zanzíbar | 0 | 0 | 3 | 1  | 6  | 0   |

## Semifinales
| Equipo 1        | Resultado | Equipo 2  |
| --------------- | --------- | --------- |
| APR FC          | 2-0       | ATRACO FC |
| Saint-George SA | 1-2       | URA SC    |

## Tercer Lugar
| Equipo 1  | Resultado | Equipo 2        |
| --------- | --------- | --------------- |
| ATRACO FC | 0-2       | Saint-George SA |

## Final
| 20 de enero de 2007 | APR FC               | 2:1 | URA SC         | Kigali National Stadium, Kigali, Ruanda |                                  |
|                     | Rasou 5' · Mbuyu 11' |     | Kuwanuka 90+5' | Árbitro(s): Jean Claude Nyongabo        | Árbitro(s): Jean Claude Nyongabo |

## Campeón
| Copa Interclubes Kagame 2007 |
| ---------------------------- |
| Bandera de Ruanda            |
| APR FC 2º Título             |